# 浜松市引佐地域自治センター
浜松市引佐地域自治センター（はままつしいなさちいきしちセンター）は、かつて静岡県浜松市北区にあった、浜松市の旧引佐町地区を管轄する行政機関。
後継の浜松市引佐協働センター（はままつしいなさきょうどうセンター）は、静岡県浜松市浜名区にある、浜松市の旧引佐町地区を管轄する行政機関。

## 概要
- 住所 - 静岡県浜松市浜名区引佐町井伊谷616番地の5

### 沿革
- 2005年7月1日 - 浜松市が引佐総合事務所として開所。旧引佐町の町役場庁舎を利用。
- 2007年4月1日 - 浜松市が政令指定都市に移行して、引佐地区は北区の一部となり、地域自治センターに改組。
- 2012年 - 引佐協働センターに改組。
- 2024年 - 引佐支所に改組。

## 機関
- 引佐歴史民俗資料館
- 引佐図書館
- 引佐総合体育館
- 引佐多目的研修センター

## 交通機関
- 天竜浜名湖鉄道
- 遠州鉄道バス